# 2438 Oleshko
2438 Oleshko è un asteroide della fascia principale. Scoperto nel 1975, presenta un'orbita caratterizzata da un semiasse maggiore pari a 2,2437676 UA e da un'eccentricità di 0,1085943, inclinata di 4,90636° rispetto all'eclittica.